# Jefatura II-Inteligencia (Fuerza Aérea Argentina)
La Jefatura II-Inteligencia (J II-Icia) del Estado Mayor General de la Fuerza Aérea fue creada el 31 de diciembre de 1973. Su base era el Edificio Cóndor.
El 22 de junio de 1976 habiendo iniciado la dictadura autodenominada «Proceso de Reorganización Nacional», el Comando en Jefe creó regionales de inteligencia, dependientes de la Jefatura II.
El 18 de julio de 1977 el Comando en Jefe creó el Servicio de Inteligencia de la Fuerza Aérea, a las órdenes de la Jefatura II.

## Organización
La Jefatura II-Inteligencia se organizaba en:
- el jefe II-Inteligencia;
- el Departamento Interior;
- el Departamento Exterior;
- el Departamento Comunicación Social;
- el Departamento Curso de Inteligencia;
- el Departamento Relaciones de la Fuerza Aérea;
- el Departamento Contaduría;
- la División Técnico Administrativa;
- el Servicio de Inteligencia de la Fuerza Aérea; y
- las regionales de inteligencia.